# John Ferguson (homme politique ontarien)
Pour les articles homonymes, voir John Ferguson et Ferguson.
John Ferguson (27 avril 1839-22 septembre 1896) est un homme politique canadien de l'Ontario. Il est député fédéral conservateur de la circonscription ontarienne de Welland de 1882 à 1891.

## Biographie
Né dans le comté de Middlesex en Ontario, Ferguson étudie à London et reçoit un M. D. de l'université Victoria de Toronto en 1864. Il poursuit ensuite ses études à l'hôpital Bellevue de New York. De retour au Canada, il pratique la médecine pendant quatre ans avant d'entrer dans le monde des affaires comme contracteur pour des travaux publics. Il travaille entre autres pour la New York and Oswego Midland Railway, pour le Galt and Berlin Railway, pour le canal Welland et pour des travaux de canalisations à Toronto. Il œuvre également comme responsable des opérations pour les travaux liées à l'aqueduc de Toronto et de St. Catharines. Avec H. C. Symmes, il construit un moulin à pâte et papier à Sherbrooke au Québec. Entre-temps, il sert comme coroner du comté de Middlesex. Il est également propriétaire d'une ferme fruitière sur les rives de la rivière Niagara.
Élu en 1882 et réélu en 1887, il est défait en 1891. Nommé au Sénat du Canada en 1892, il meurt en fonction en 1896.